# Église Saint-Pierre de Mayence
 (août 2025).
Pour les articles homonymes, voir Église Saint-Pierre.
L’église Saint-Pierre de Mayence fut édifiée dans le style rococo au XVIIIe siècle sur le lieu de l'ancienne église Odenmünster ou Sainte-Marie-underm-Münster.

## Histoire de la collégiale
La première église (Peterkirche) a été fondée en 944 par l’archevêque Frédéric de Mayence qui avait été porté à la tête du trône épiscopal de Mayence à l'instigation de Giselbert, duc de Lorraine. Elle fut construite au nord de la ville. Les collégiales n'étaient pas uniquement des lieux de culte, mais aussi des endroits où se tenait l'administration de l'archevêque.
Pendant la guerre de Trente Ans, la collégiale qui était aux portes de la ville (environ aujourd'hui 117e Ehrenhof) fut endommagée par les tirs des Suédois au moment du Siège de Mayence de 1631 et fut totalement détruite.

## Reconstruction
La reconstruction est principalement l'œuvre du premier architecte de la cour électorale, Johann Valentin Thoman, qui réalisa notamment de 1749 à 1756 les deux imposantes tours ainsi que l'étonnant buffet d'orgue. L’élégance originelle du baroque tardif a été retrouvée dans la reconstruction historique. avec une belle façade aux ordres superposés
Sous l’occupation française, l'église fut reconvertie en écurie en 1813, avant de devenir l'église de la garnison prussienne à partir de 1814, statut qu'elle devait conserver jusqu'en 1918. Cette année-là, l'église accueillit aussi la paroisse Saint-Pierre, qui s'est maintenue jusqu'à nos jours.
L'intérieur est également de facture rococo, mais reste assez sobre si on le compare aux édifices de même style construits à la même époque (comme l'abbaye d'Ottobeuren ou l'église de Wies). Outre l'orgue, l'église possède de belles boiseries dans le chœur: la chaire de prêche en bois blanc et or richement ornée de l’atelier du maître Johann Förster et des fresques de Joseph Ignaz Appiani, peintes entre 1752 et 1755 qui furent détruites pendant la guerre. On peut encore voir quelques autels richement décorés, dont l’autel de la Croix du XVIe siècle du sculpteur de la cour, Hans Backoffen.
À l'intérieur, des peintures d'Appiani et tout un mobilier, stalles, boiseries, confessionnaux, chaire, tribune d'orgues, du menuisier-ébéniste de la cour Hermann, le même qui exécuta les stalles de la 
cathédrale.
À droite de l'entrée se trouve, selon son vœu, le tombeau des entrailles de Franz Adam Landvogt.